# Triangles homologiques
En géométrie du plan, deux triangles ABC et A'B'C' sont dits homologiques si les droites (AA'), (BB') et (CC') sont concourantes.

## Exemples
Kariya a établi le résultat suivant :

Théorème — Soit un triangle ABC. Pour un cercle parmi le cercle inscrit et les trois cercles exinscrits, on note O son centre et on considère son triangle de contact TATBTC par rapport au cercle choisi. Alors ABC et TATBTC sont homologiques. De plus, pour tout triangle T homothétique de TATBTC par rapport à O, ABC et T sont homologiques.

## Théorème de Desargues

Le théorème de Desargues établit que si deux triangles ABC et abc homologiques, on peut reconstruire l'homologie qui transforme ABC en abc.
Théorème de Desargues — Soit ABC et abc deux triangles homologiques, de centre O. On note les intersections des cotés prolongés des deux triangles 
{\displaystyle A'=(BC)\cap (bc),B'=(CA)\cap (ca),C'=(AB)\cap (ab).}
Alors les points A', B', C' sont alignés sur une même droite Δ.
De plus, il existe une homologie transformant le triangle ABC en abc de centre O et d'axe Δ.  
La réciproque de ce théorème est vraie.

## Triangles homologiques et coniques
Neuberg a mis en évidence que si deux triangles sont homologiques, ils sont polaires réciproques l'un de l'autre par une conique, et réciproquement; on peut obtenir ce résultat de façon plus simple par le théorème de Brianchon.

Par une ellipse
Par une hyperbole
Par une parabole

## Triplets de triangles homologiques

Un triplet de triangles homologiques est un triplet de triangles qui, pris deux à deux, sont homologiques.
S'ils ont un même pôle d'homologie, alors leurs axes d'homologie coïncident.
S'ils ont un même axe d'homologie, alors leurs pôles d'homologie sont alignés, et réciproquement.
Théorème de Veronese — Soient A1B1C1 et A2B2C2 deux triangles homologiques. Soient alors les points A3 intersection de (B1C2) et (B2C1), B3 intersection de (C1A2) et (C2A1), et C3 intersection de (A1B2) et (A2B1).
Alors les triangles A1B1C1, A2B2C2 et A3B3C3 forment un triplet de triangles homologiques et leurs pôles d'homologie sont alignés.